# Queen's Club Championships 2021
Queen's Club Championships 2021 (còn được biết đến với cinch Championships vì lý do tài trợ) là một giải quần vợt thi đấu trên mặt sân cỏ ngoài trời. Đây là lần thứ 118 giải đấu được tổ chức và là một phần của ATP Tour 500 trong ATP Tour 2021. Giải đấu diễn ra tại Queen's Club ở Luân Đôn, Vương quốc Liên hiệp Anh và Bắc Ireland từ ngày 14 đến ngày 20 tháng 6 năm 2021.

## Điểm và tiền thưởng

### Phân phối điểm
| Sự kiện | VĐ  | CK  | BK  | TK | Vòng 1/16 | Vòng 1/32 | Vòng 1/64 | Q  | Q2 | Q1 |
| Đơn     | 500 | 300 | 180 | 90 | 45        | 20        | 0         | 10 | 4  | 0  |
| Đôi     | 500 | 300 | 180 | 90 | 0         | —         | —         | 45 | 25 | 0  |

### Tiền thưởng
| Sự kiện | VĐ       | CK      | BK      | TK      | Vòng 1/16 | Vòng 1/32 | Q2     | Q1     |
| Đơn     | €113,785 | €84,075 | €59,860 | €40,765 | €25,480   | €14,650   | €6,750 | €3,565 |
| Đôi*    | €40,200  | €30,240 | €21,760 | €14,340 | €9,020    | €5,000    | —      | —      |

*mỗi đội

## Nội dung đơn ATP

### Hạt giống
| Quốc gia | Tay vợt           | Xếp hạng1 | Hạt giống |
| -------- | ----------------- | --------- | --------- |
| ITA      | Matteo Berrettini | 9         | 1         |
| CAN      | Denis Shapovalov  | 14        | 2         |
| ITA      | Jannik Sinner     | 19        | 3         |
| AUS      | Alex de Minaur    | 22        | 4         |
| RUS      | Aslan Karatsev    | 26        | 5         |
| GBR      | Dan Evans         | 27        | 6         |
| ITA      | Lorenzo Sonego    | 28        | 7         |
| ITA      | Fabio Fognini     | 29        | 8         |

- 1 Bảng xếp hạng vào ngày 24 tháng 5 năm 2021.[3]

### Vận động viên khác
Đặc cách:
- Liam Broady
- Jack Draper
- Andy Murray [4]

Bảo toàn thứ hạng:
- Lu Yen-hsun

Vượt qua vòng loại:
- Illya Marchenko
- Sebastian Ofner
- Viktor Troicki
- Aleksandar Vukic

Thua cuộc may mắn:
- Alejandro Tabilo

### Rút lui
Trước giải đấu
- Alejandro Davidovich Fokina → thay thế bởi  Jérémy Chardy
- Milos Raonic → thay thế bởi  Frances Tiafoe
- Filip Krajinović → thay thế bởi  Alejandro Tabilo
- Diego Schwartzman → thay thế bởi  Alexei Popyrin
- Stan Wawrinka → thay thế bởi  Feliciano López

## Nội dung đôi ATP

### Hạt giống
| Quốc gia | Tay vợt               | Quốc gia | Tay vợt        | Xếp hạng1 | Hạt giống |
| -------- | --------------------- | -------- | -------------- | --------- | --------- |
| CRO      | Nikola Mektić         | CRO      | Mate Pavić     | 3         | 1         |
| COL      | Juan Sebastián Cabal  | COL      | Robert Farah   | 7         | 2         |
| USA      | Rajeev Ram            | GBR      | Joe Salisbury  | 15        | 3         |
| FRA      | Pierre-Hugues Herbert | FRA      | Nicolas Mahut  | 26        | 4         |
| GBR      | Jamie Murray          | BRA      | Bruno Soares   | 33        | 5         |
| FRA      | Jérémy Chardy         | FRA      | Fabrice Martin | 58        | 6         |
| NZL      | Marcus Daniell        | AUT      | Philipp Oswald | 75        | 7         |
| GBR      | Ken Skupski           | GBR      | Neal Skupski   | 80        | 8         |

- 1 Bảng xếp hạng vào ngày 31 tháng 5 năm 2021.

### Vận động viên khác
Đặc cách:
- Liam Broady /  Ryan Peniston
- Alastair Gray /  Harri Heliövaara
- Stuart Parker /  James Ward

Thay thế:
- John Millman /  Artem Sitak

### Rút lui
Trước giải đấu
- Marcelo Arévalo /  Matwé Middelkoop → thay thế bởi  Matwé Middelkoop /  John-Patrick Smith
- Alexander Bublik /  Taylor Fritz → thay thế bởi  Alexander Bublik /  Nicholas Monroe
- Alejandro Davidovich Fokina /  Albert Ramos Viñolas → thay thế bởi  Aljaž Bedene /  Albert Ramos Viñolas
- Grigor Dimitrov /  Feliciano López → thay thế bởi  Feliciano López /  Jannik Sinner
- Laslo Đere /  Filip Krajinović → thay thế bởi  John Millman /  Artem Sitak
- Henri Kontinen /  Édouard Roger-Vasselin → thay thế bởi  Luke Bambridge /  Dominic Inglot

## Nhà vô địch

### Đơn
- Matteo Berrettini đánh bại  Cameron Norrie, 6–4, 6–7(5–7), 6–3

### Đôi
- Pierre-Hugues Herbert /  Nicolas Mahut đánh bại  Reilly Opelka /  John Peers, 6–4, 7–5.

### Đơn xe lăn
- Gordon Reid đánh bại  Gustavo Fernández, 6–2, 6–2

### Đôi xe lăn
- Joachim Gérard /  Stefan Olsson đánh bại  Tom Egberink /  Gustavo Fernández, 1–6, 7–6(7–4), [10–6]